# Jean-Lubin Vauzelle
Jean-Lubin Vauzelle (1776-1839), est un artiste peintre, aquarelliste et dessinateur d'architecture français.

## Biographie
Jean-Lubin est né à Angerville-la-Gâte (actuelle Essonne), de Michel Vauzelle, plâtrier, et de Marie-Gillette Chennevière. À Paris, il devient l'élève de Hubert Robert et plus certainement de Jean-Charles Nicaise Perrin. Sa présence au Salon de Paris est attesté dès 1799, avec un dessin représentant une des salle du nouveau musée des Monuments français dirigé par Alexandre Lenoir, ainsi que de deux portraits de femmes. Il est précisé qu'il réside à cette époque « rue Croix, près les Capucins, au 13 ». Décrochant la médaille d'or en 1810, il expose au Salon régulièrement jusqu'en 1837, sa dernière adresse étant au 37 quai des Augustins. En 1827, il reçoit la médaille d'argent au salon de Cambrai.
En 1800, il accompagne le comte de Laborde, nommé attaché d'ambassade en Espagne, avec une équipe de dessinateurs, dont Jacques Moulinier, François Ligier, Florent-Fidèle-Constant Bourgeois de Castele ; ils reproduisent des vues de monuments et de paysages, tout en recueillant les matériaux de leur histoire. L'ouvrage, Voyage pittoresque en Espagne est publié à partir de 1806,.
Jean-Lubin Vauzelle décède dans l'ancien 10e arrondissement de Paris le 22 janvier 1839.

## Principaux recueils collaboratifs
- Voyage pittoresque et historique en Espagne, par le comte de Laborde, Paris, 4 tomes, 1806-1818.
- Vues et perspectives des salles du Musée des monuments français, par Roquefort, Paris, 1816-1819, gravées et publiées par Réville et Lavallée.
- Voyages pittoresques et romantiques dans l'ancienne France, initiés par le baron Taylor et Charles Nodier, Paris, 1820-....